# Pales irrequieta
Pales irrequieta là một loài ruồi trong họ Tachinidae.